# 片山怜雄
片山 怜雄（かたやま れお、1982年4月1日 - ）は、日本の元俳優。
兵庫県西宮市出身。血液型O型。兵庫県立西宮北高等学校出身。俳優時代はアミューズに所属していた。
2008年11月、女優の真木よう子と結婚。2009年5月、第一子となる女児が誕生。
2015年9月、離婚を発表。
現在は、リリー・フランキーに弟子入りし小説家を目指している。

## 出演

### 劇場映画
- 「ともしび」（公開未定）

### テレビドラマ
- 天国のダイスケへ〜箱根駅伝が結んだ絆〜（2003年）
- WATER BOYS（2003年） - 北嶋大地 役
- 金曜エンタテイメント 神様、何するの…（2003年） - 吉井怜の兄 役
- 天花（2004年） - 篠田純一郎 役
- めだか（2004年） - ファミレスの客 役
- 世にも奇妙な物語〜15周年の特別編〜「運命の赤い糸」（2006年）
- 快感職人 第3話（2006年）

### CM
- J-PHONE ムービー写メール「駅のホーム」篇（2002年）
- Vodafone 遠距離恋愛「週末の恋人たち」篇（2003年）
- JT企業 第1話 - 第4話
- コカ・コーラC2「よくばり」篇（2004年）
- 林原 トレハロース（2006年）

### ビデオ・DVD
- スプラッシュ!（2004年、監督：杉山嘉一）

### その他
- ブロードバンドシネマ「もうひとつの恋文日和〜郵便屋の恋」（2004年） - 郵便屋の青年 役